# Хлендовский, Адам Томаш
Адам Томаш Хлендовский (1790, Яворник около Жишува — 19 мая 1855, Оберверт около Кобленца) — польский писатель-публицист, издатель, журналист и библиограф. Уроженец Галиции, в разное время жил на австрийских и российских польских территориях, впоследствии эмигрировал во Францию.

## Биография
Родился в семье галицийского помещика Северина Хлендовского, был братом издателя Валентия Хлендовского и дядей Казимежа Хлендовского, автора известных в своё время мемуаров. 
Высшее образование получил в Лемберге (ныне Львов). Был одним из основателей первого львовского литературного журнала «Pamiętnik Lwowski», выходившего в 1816—1819 годах. В этот же период выпустил свою первую библиографическую работу библиографию — «Spis Dzieł polskich opuszczonych lub żle oznaczonych w Bentkowskiego historyi Literatury Polskiey», ставшую результатом серьёзного исследования, проведённого им в крупнейших частных книжных собраниях Галиции того времени — дукловской библиотеке Стадницких и змигродской библиотеке рода Куропатницких. Эта работа представляла собой, по сути, поправки и дополнения к «Истории польской литературы» Бентковского.
В 1819 году переехал в Варшаву, в российское Царство Польское, где при поддержке Франтишека Ксаверия Христиани был назначен генеральным секретарём Генеральной дирекции дорог и мостов. Два года спустя был назначен главным библиотекарем публичной библиотеки, сменив на этой должности Иоахима Лелевеля. На него была возложена проведение лекций по библиографии в Королевском университете Варшавы. С февраля по июнь 1822 года был главным редактором «Литературной газеты» («Gazeta literacka»), основанной за 2 года до этого, выступая в ней как критик и автор научных статей. В 1824—1828 годах был редактором правительственного издания «Monitor Warszawski». Когда в начале 1829 года это издание, не пользовавшееся большой популярностью и признанием, было заменено на «Dziennik Powszechny Krajowy», Хлендовский стал редактором и этого журнала. С августа 1829 года издавал его на собственные средства. Множество его статей было напечатано в сборнике «Rozmaitosci literackie z 1825—27 r.» (часть статей в нём принадлежит другим лицам).
В 1825 году поступил на государственную службу в качестве директора государственных типографий. В том же году был назначен секретарём чрезвычайного Государственного совета в качестве сотрудника дирекции образования в Правительственной комиссии по делам религий и народного образования.
После начала в 1830 году Ноябрьского восстания поляков против российских властей Хлендовский продолжил издавать «Dziennik Powszechny Krajowy». Какое-то время он руководил почтовой службой и затем стал главой отдела периодики в дипломатическом департаменте. В это время в квартире Хледновских существовал так называемый «Клуб пани Хлендовской». После поражения восстания эмигрировал с женой Сесилией и сыном Людвиком во Францию. В Польше остались две его дочери — Северина (позже жена Леона Дембовского) и Анджела (1824—1902, жена Эдуарда Дембовского). В Париже на улице Сен-Жермен Хледновский открыл франко-немецкую книгопечатню, издававшую в том числе произведения Оноре де Бальзака. В это же время в Царстве Польском Административный совет Царства по решению от 28 июня 1835 года конфисковал всё его имущество. В апреле 1846 года вместе со своим сыном он вступил в Польское демократическое общество.
После нескольких лет работы в парижском издательстве Хлендовский, с пошатнувшимся здоровьем и начавший слепнуть, переехал в Оберверт рядом с Кобленцом, где была собственность у его невестки — Иды Вальпуры Крамер, приёмной дочери графа Франца фон Пфаффенгоффен Пфаффа, состоявшей в браке с его сыном. Он умер там и был похоронен мая 1855 года.